# Dakota Staton
Dakota Staton (ur. 3 czerwca 1930 w Pittsburghu, zm. 10 kwietnia 2007 w Nowym Jorku) – amerykańska wokalistka jazzowa.

## Życiorys
Zaczęła występy jako nastolatka. Od 1955 mieszkała w Nowym Jorku, gdzie śpiewała w klubach jazzowych. W tym roku magazyn „Down Beat” uznał ją za wschodzącą gwiazdę 1955. Nagrała kilka singli od 1954, a w 1957 swój pierwszy album The Late, Late Show. Utwór tytułowy osiągnął wielką popularność w Stanach Zjednoczonych, dochodząc do 4. miejsca na liście przebojów tygodnika Billboard.
W 1958 wyszła za mąż za pochodzącego z Antigui trębacza Taliba Dawuda. Przeszła wówczas na islam i przybrała nazwisko Aliyah Rabia. Małżeństwo zakończyło się rozwodem, a Staton powróciła do swego pierwotnego nazwiska.
Dakota Staton nagrała 11 albumów dla Capitol Records, w tym In the Night z George’em Shearingiem w 1958. Od połowy lat 60. nagrywała dla United Artists Records, później mieszkała w Wielkiej Brytanii (jeszcze wraz z mężem, z którym tam się rozwiodła). Tam występowała w hotelach i na statkach wycieczkowych. Powróciła do Stanów Zjednoczonych w latach 70. Swój ostatni album nagrała w 1992.

## Wybrana dyskografia
- 1957 The Late, Late Show (Capitol)
- 1958 Dynamic! (Capitol)
- 1958 Crazy He Calls Me (Capitol)
- 1958 In the Night z George’em Shearingiem (Capitol)
- 1959 Time to Swing (Capitol)
- 1959 More Than the Most (Capitol)
- 1960 Sings Ballads and the Blues (Capitol)
- 1960 Softly (Capitol)
- 1960 Dakota (Capitol)
- 1961  'Round Midnight (Capitol)
- 1961 Dakota at Storyville (Capitol)
- 1963 From Dakota with Love (United Artists)
- 1964 Live and Swinging (United Artists)
- 1964 Dakota Staton with Strings (United Artists)
- 1970 I've Been There (Verve, 1970)
- 1972 Madame Foo-Foo (Groove Merchant)
- 1973 I Want a Country Man (Groove Merchant)
- 1973 Ms. Soul (Groove Merchant)
- 1983 Uniquely Dakota (Half Moon)
- 1985 No Man Is Going to Change Me (GP)
- 1990 Dakota Staton with Manny Albam Big Band (LRC)
- 1991 Dakota Staton (Muse)
- 1991 Moonglow (LRC)
- 1991 Darling Please Save Your Love for Me (Muse)
- 1992 Isn't This a Lovely Day (Muse)